# Henri-Joseph Ruxthiel
Henri-Joseph Ruxthiel es un escultor nacido en el año 1775 en Lierneux (Bélgica) y fallecido en París en 1837.
Primero pastor, se vuelve tarde hacia la escultura. En 1800 entra en el taller como alumno  del escultor Houdon , luego del escultor Roland y del pintor David. Obtiene en 1809 el Prix de Rome de Escultura con un relieve titulado Dédalo atando las alas a su hijo Ícaro. Parte becado hacia la villa Médici de Roma.
Es el primer escultor en modelar un busto del rey de Roma, el hijo de Napoleón y Marie-Louise

## Obras

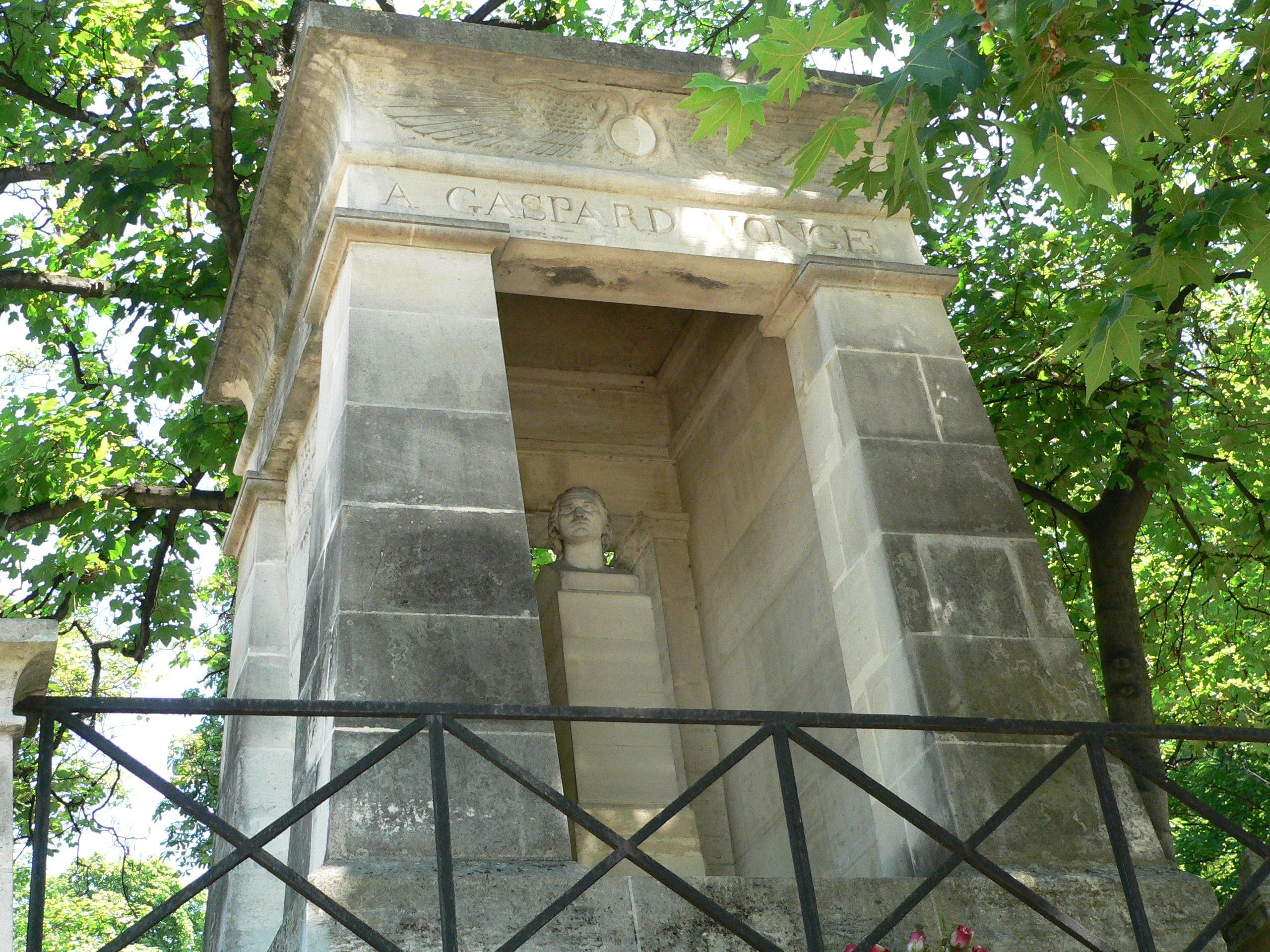
Tumba de Gaspard Monge en el Cementerio del Pare Lachaise

- Dédalo atando las alas a su hijo Ícaro. En el museo de Bellas Artes de París.
- Céfiro y Psique   (1814), grupo, mármol, París, museo del Louvre.salón de 1814. Dimensiones, 162 x 141 x 60 cm.
- Participó en la ejecución de los relieves que conforman la Columna de la Plaza Vendôme
- Rey de Roma (1811), busto, mármol. Dimensiones,33 x 14,5 x 13 cm, château de Chimay
- Busto de Henri Duque de Bourdeaux (hacia 1827), en el   Museo de Bellas Artes de Troyes ;
- Retrato de Elfriede Clarke de Feltre, busto, bronce, Nantes, musée des Beaux-Arts, Nantes
- Busto de Louise, posteriormente duquesa de Parma (hacia 1826)  en el Museo de Bellas Artes de Troyes
- Busto del Duque de Berry bronce, atribuido a Ruxthiel
- Busto en la Tumba de Gaspard Monge, en el Cementerio del Père-Lachaise